# Arte do Artista
Arte do Artista é um programa de televisão brasileiro, co-produzido e exibido pela TV Brasil. Estreou em 2012, foi escrito e apresentado pelo encenador, autor e ator de teatro Aderbal Freire-Filho.
O cenário do programa é composto de partes de cenários originais de alguns espetáculos
de teatro dirigidos por Aderbal: Hamlet, As centenárias, O que diz Molero, Moby Dick, Jacinta, O púcaro búlgaro, Orfeu, Dilúvio em tempo de seca, A peça sobre o bebê, Depois do filme, entre outros.
Nesse espaço “teatral”, são recebidos artistas de todas as áreas – cinema, música, literatura, artes plásticas, dança, teatro, fotografia, etc – para conversas informais, ou anti-entrevistas.
O Anti Manifesto de Arte do Artista, que define anti-televisão, diz que “uma anti-entrevista não tem começo, nem fim e nem fins”.
Já conversaram informalmente nesse cenário contaminado de alusões teatrais, Wagner Moura, Domingos Oliveira, Angel Vianna, Ruy Guerra, Antonio Cícero, Eucanaã Ferraz, Marília Gabriela, Paulinho da Viola, Antonio Torres, Mateus Solano, Fábio Porchat, Mário Magalhães, Flávio Damm, Chacal, Mário Prata, Antonio Prata, Joel Birman, Márcia Rubin, Gerald Thomas, Amir Haddad, Selton Mello, João Moreira Salles, Fagner, Hamilton Vaz Pereira, Márcio Abreu, Sérgio Ricardo, Maria Klabin, Camila Pitanga, Chico Diaz, Ana Arruda Callado, Tonico Pereira, Marcos Caruso, Lauro Cesar Muniz, Carlinhos Brown, Michel Melamed, Andréa Pachá, Maria Rezende, João Saldanha, Sérgio Carvalho, Sylvio Back, Gustavo Gasparani, Tato Taborda, David Tygel, Ricardo Vilas, Flávia Ventura, entre muitos outros artistas destacados.
Arte do Artista também fez entrevistas internacionais, em Paris, Nova York e na Lapa, com: Fernando Arrabal, Juliana Carneiro da Cunha, Arianne Mnouchkine, Eugenio Barba, Daniel Veronese, José Manuel Castanheira, Thomas Quillardet, Pierre Pradinas, Domício Coutinho, João Mota, Mario Vedoya.
Além das conversas ou anti-entrevistas, Arte do Artista, inspirado na “ciência das soluções imaginárias”, tem alguns instrumentos patafísicos, entre os quais se destaca a Máquina de Pensar Arte (ou Máquina de Pensar/te), que revela livros, cds, dvds, desenhos, objetos, etc.

Sobre o nome do programa, o Anti-Manifesto diz:
“A antitelevisão é contra as redundâncias e por isso seu programa mais conhecido se chama Arte do Artista e podia se chamar Arte do Artista e da Artista, para parecer mais redundante ainda, sem ser. Arte dos Outros é um programa de televisão apresentado por Platão, Aristóteles, Sexto Empírico e São Thomas de Aquino e entrevista médicos, militares e até políticos”.

## Apresentador
Aderbal Freire-Filho é ator, autor e diretor de teatro. Como diretor, encenou mais de 100 peças, a maioria no Rio de Janeiro. Como autor, foram montadas suas peças Isabel, No verão de 96, Xambudo, Depois do filme, entre outras. Como ator, fez sobretudo teatro, com algumas incursões no cinema (Juventude e Paixão e Acaso) e na televisão. Fora do Brasil, também dirigiu espetáculos em Montevidéu, Buenos Aires, Amsterdam e Madri. Ganhou, entre outros, os prêmios Molière, Shell, Governador do Estado, Mambembe, APCA, APETESP, Florencio (Uruguai), Qualidade Brasil. Em 2009, recebeu a Ordem do Mérito Cultural, no grau de Cavaleiro. Professor da Faculdade de Letras, da UFRJ, de 1986 a 2002, coordenou a comissão que criou o Curso de Direção Teatral, da Escola de Comunicação, dessa universidade.